# پورتسه
پورتسه (انگلیسی: Purtse) یک روستا در دهستان لوگانوسه، شهرستان ایدا-ویرو، استونی است. این روستا بیشتر به دلیل قرارگیری قلعه پورتسه شناخته می‌شود.

## نگارخانه

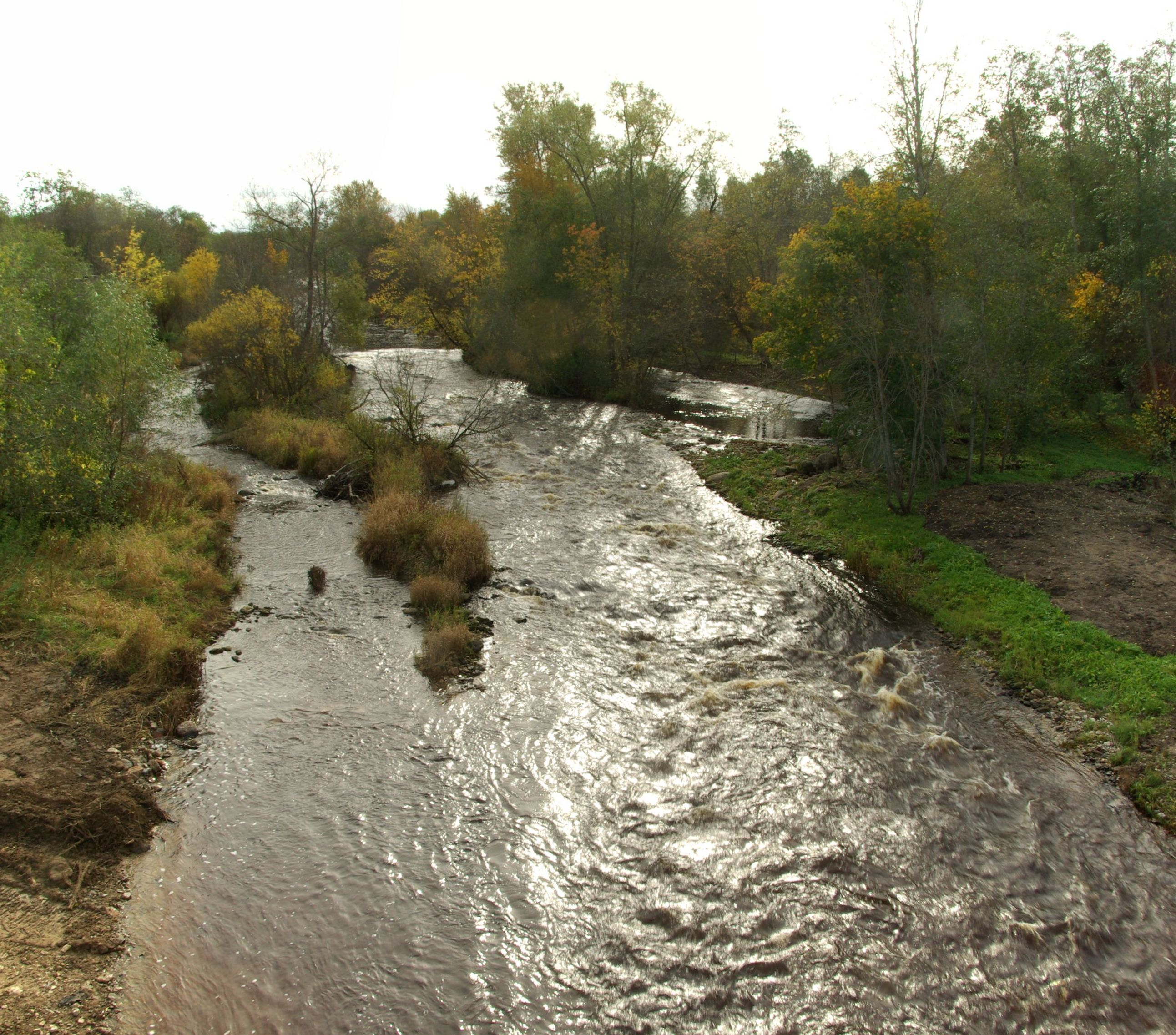
نمایی از رود پورتسه از پل آزادراه تالین–ناروا (جاده ئی۲۰ اروپا)
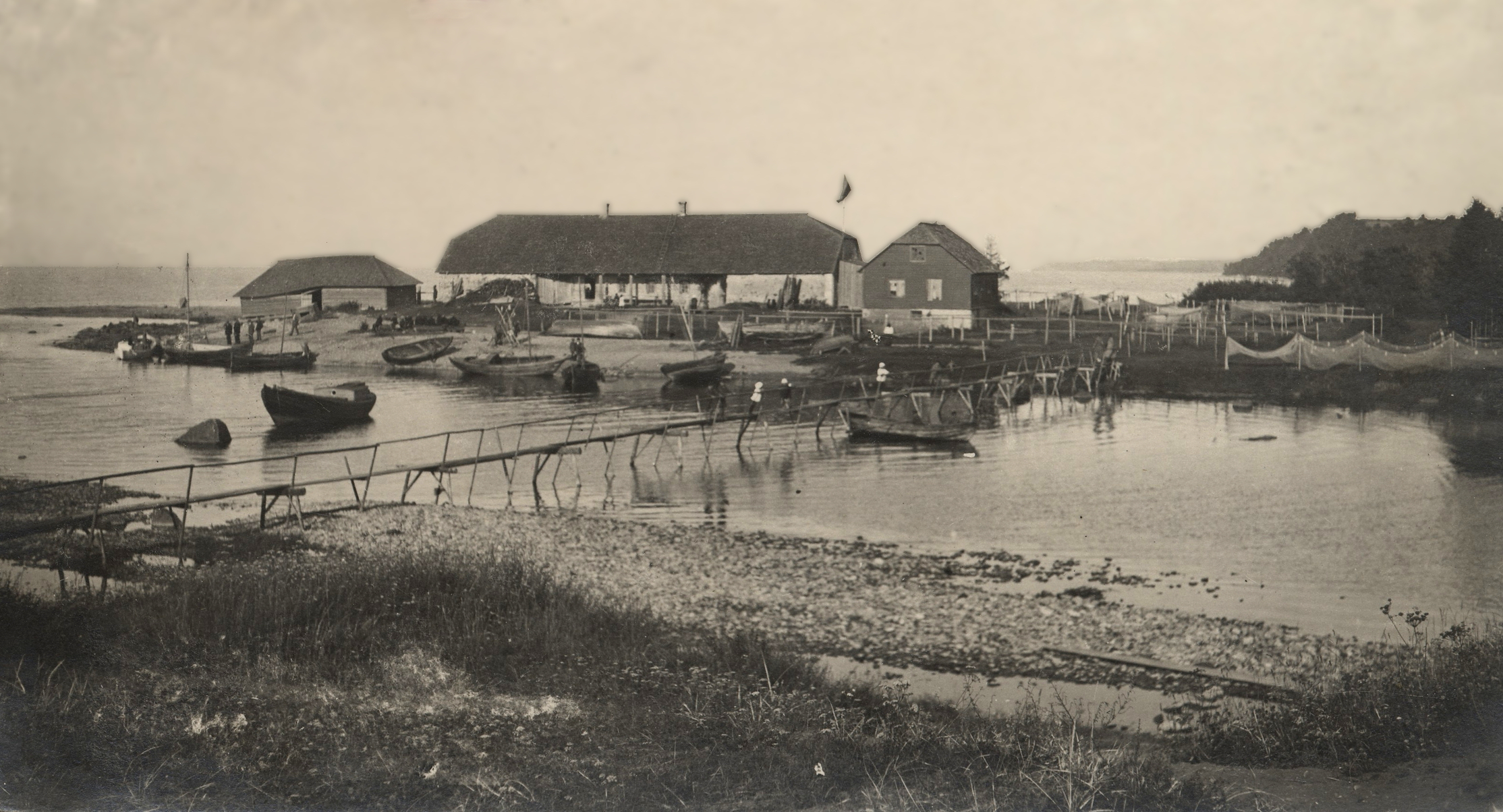
Purtse in the 1920s.